# فیره (هلند)
فیره (به هلندی: Veere) یک شهرستان در هلند است که در زیلاند واقع شده‌است. فیره ۰ متر بالاتر از سطح دریا واقع شده‌است.

## نگارخانه

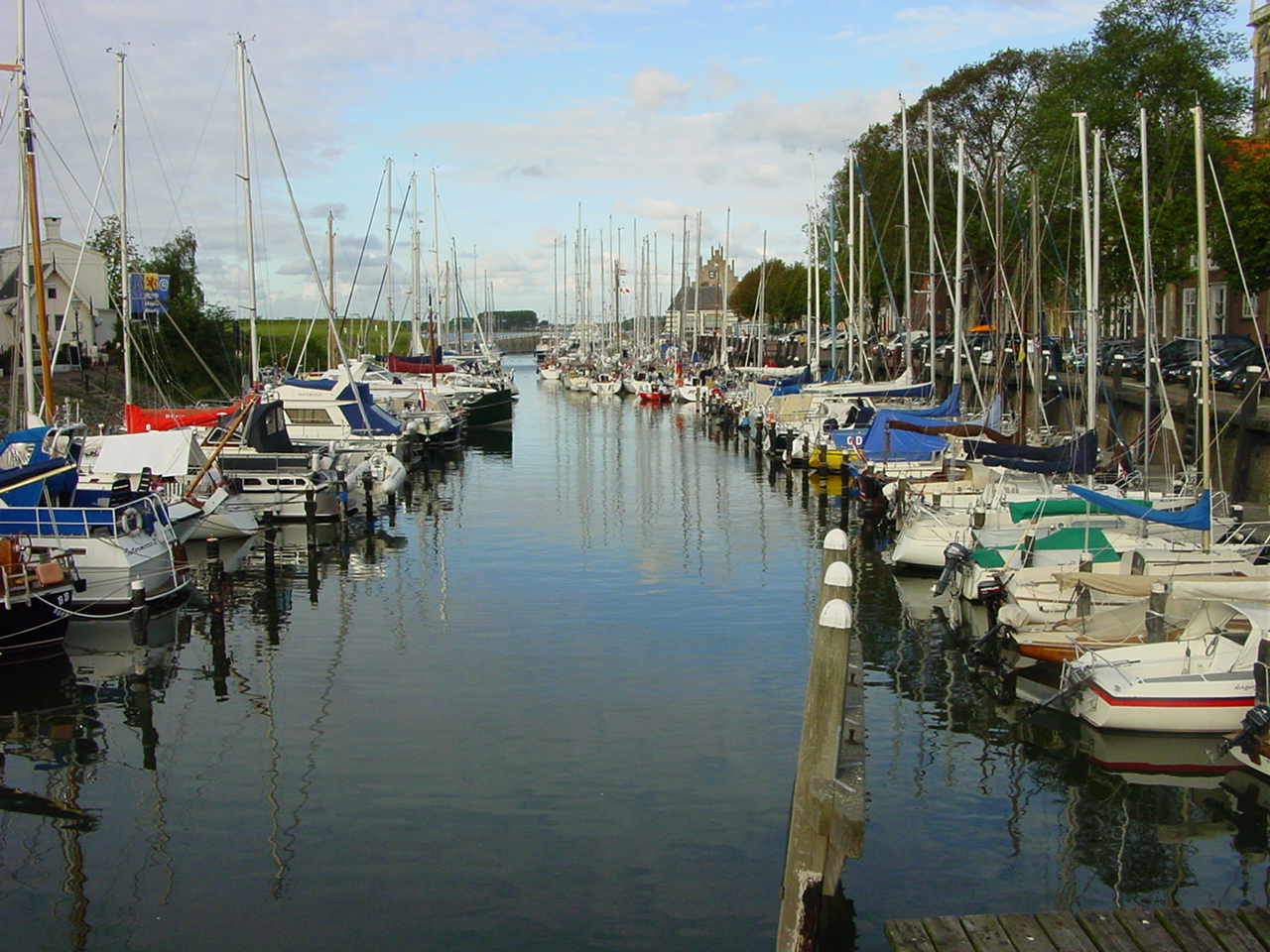
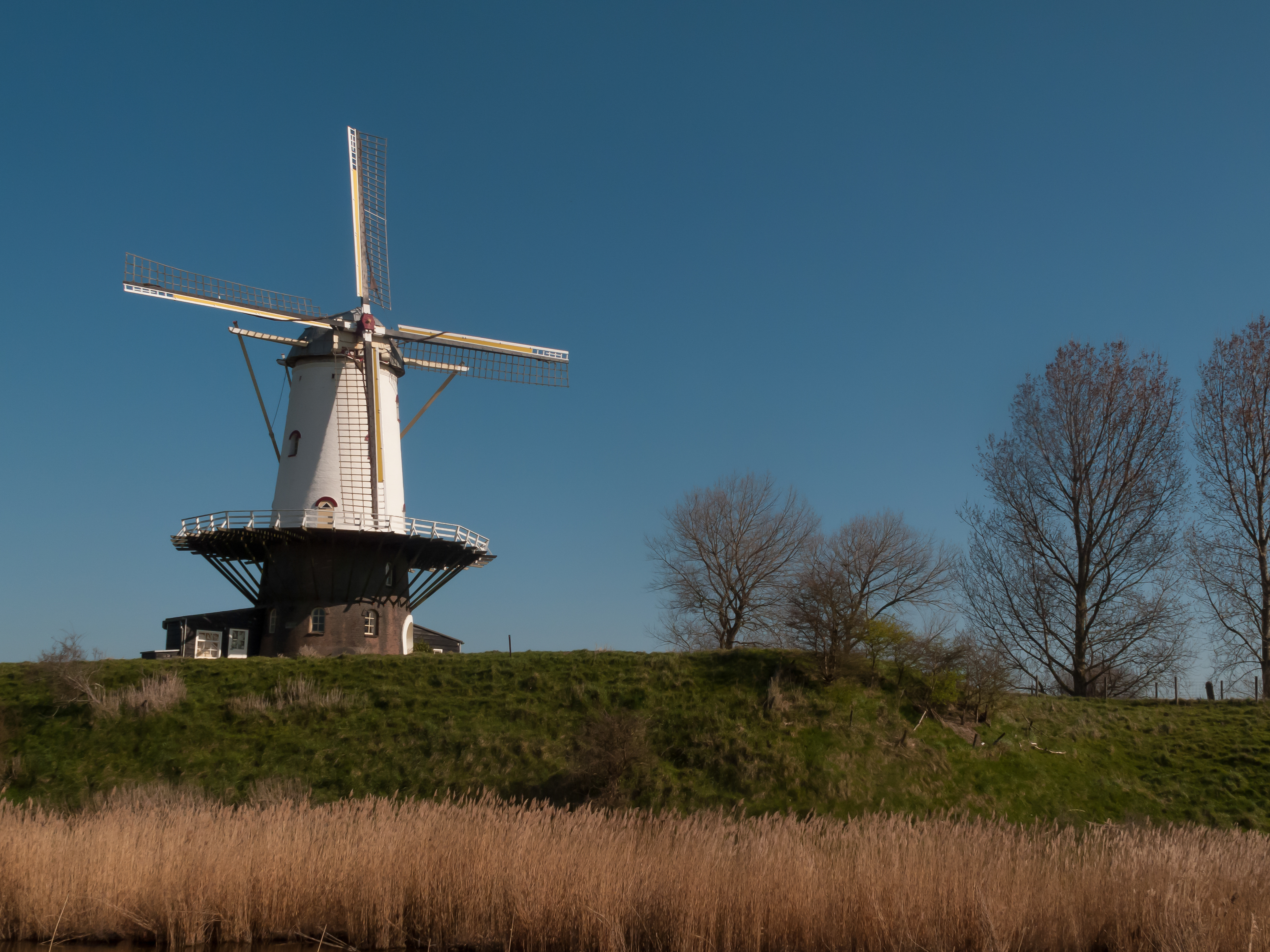
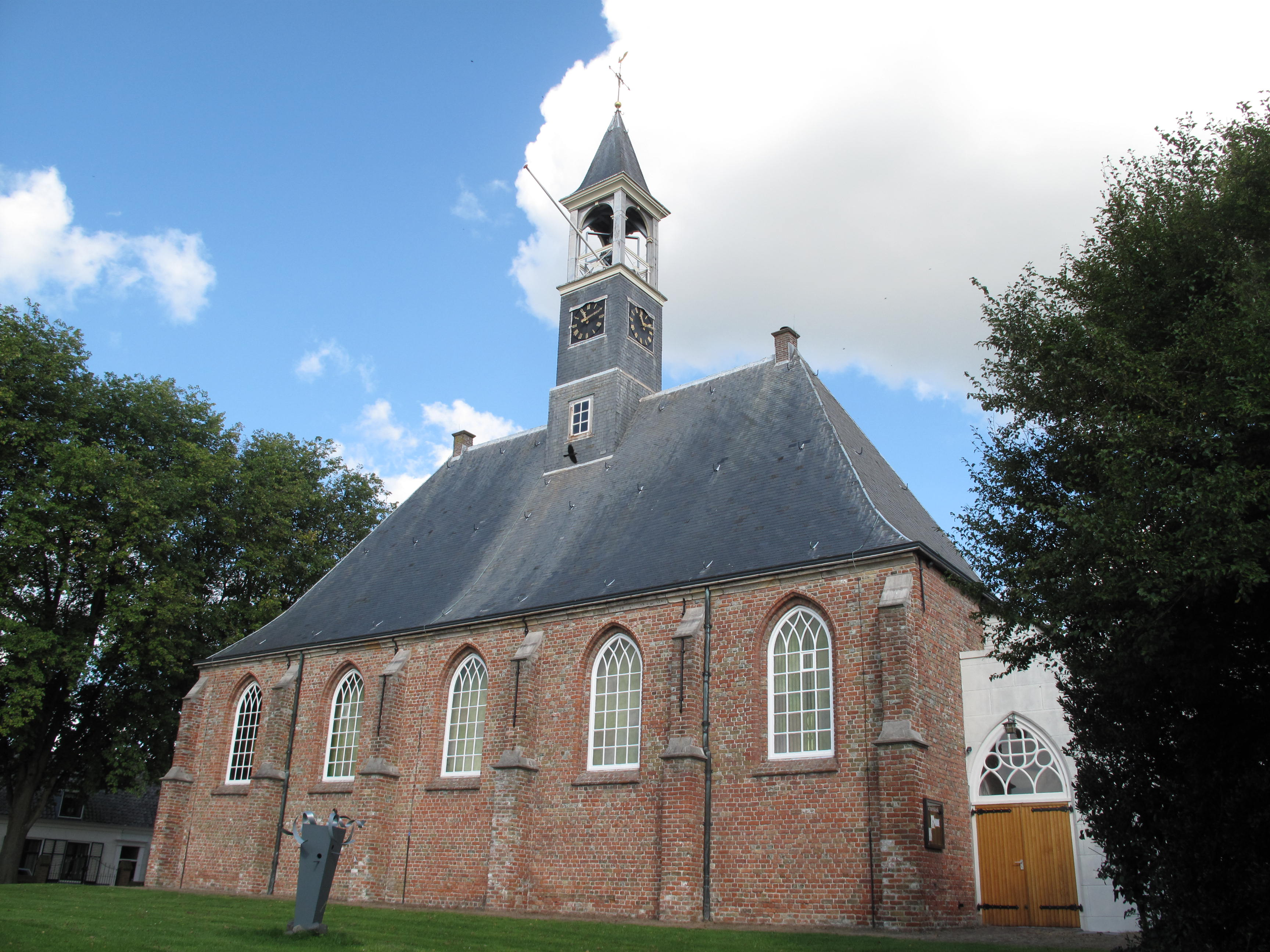
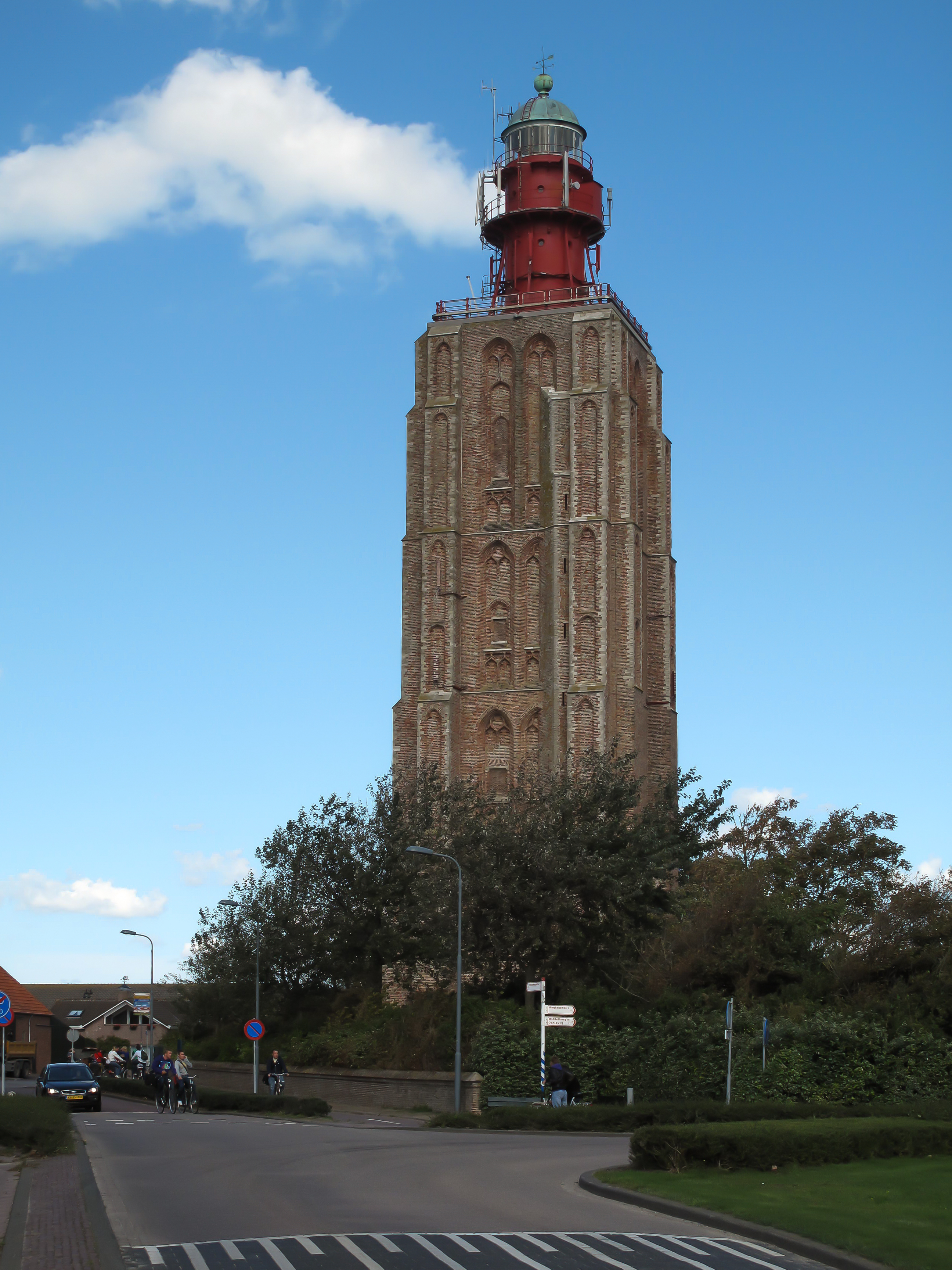
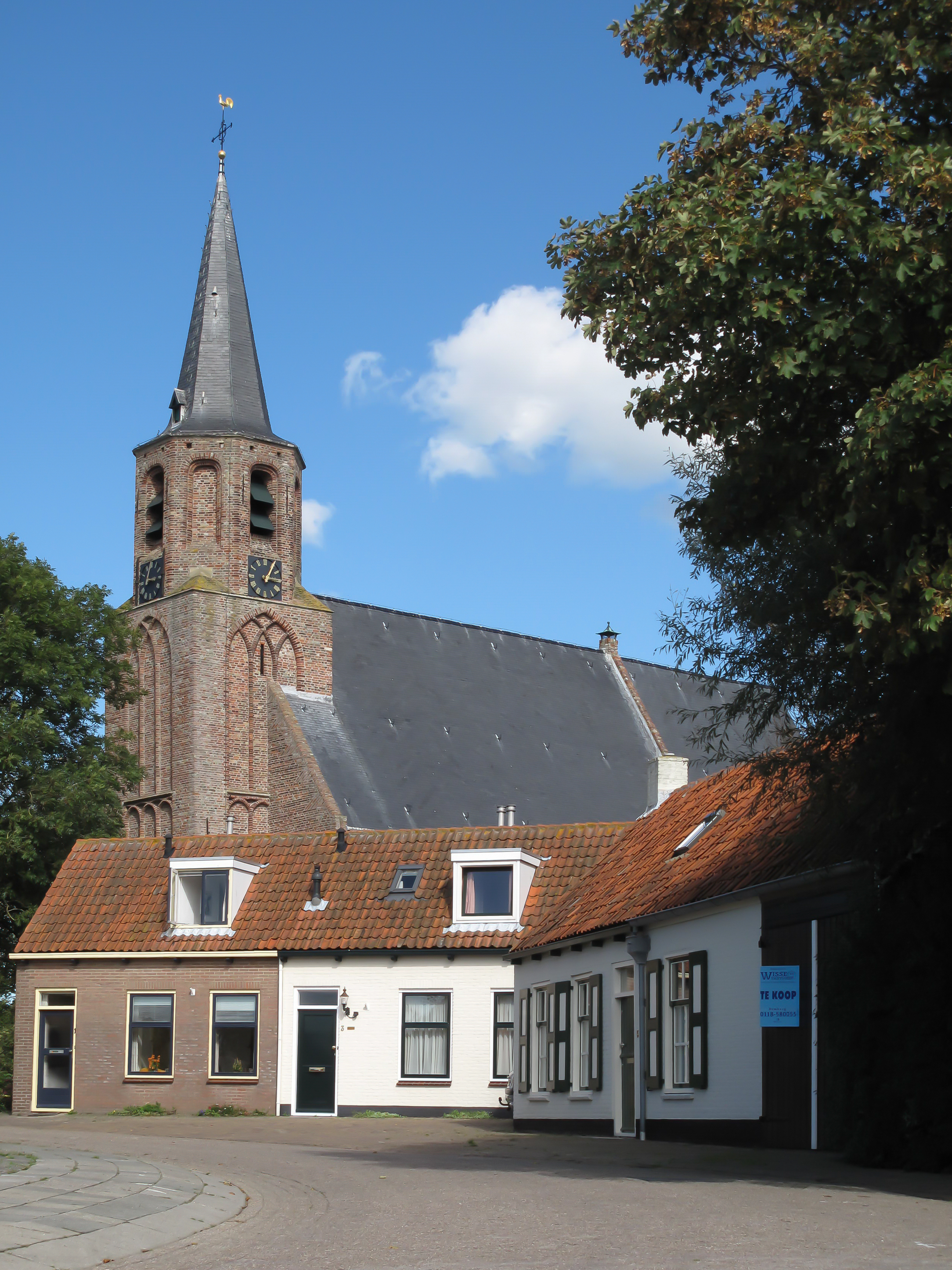
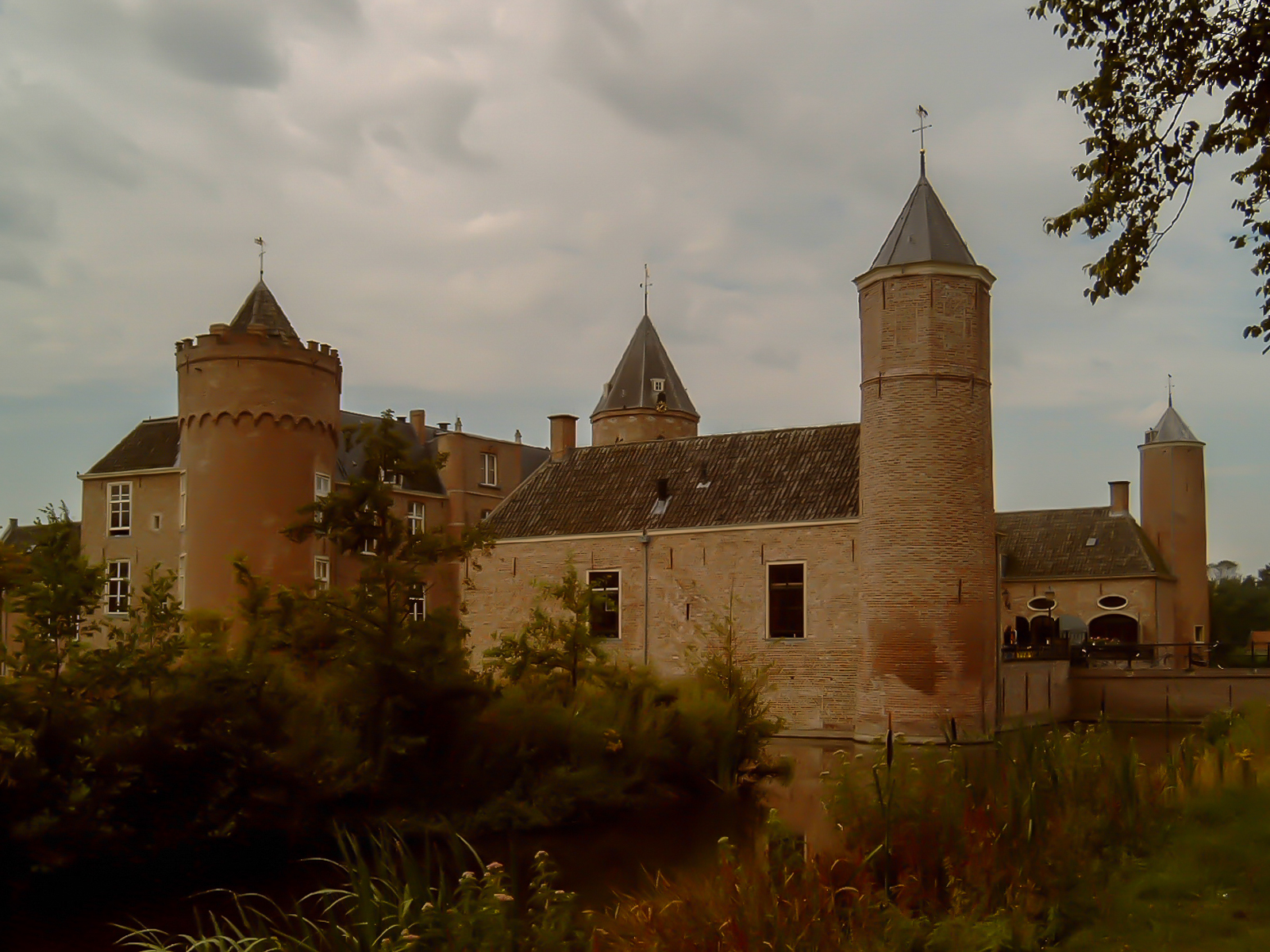
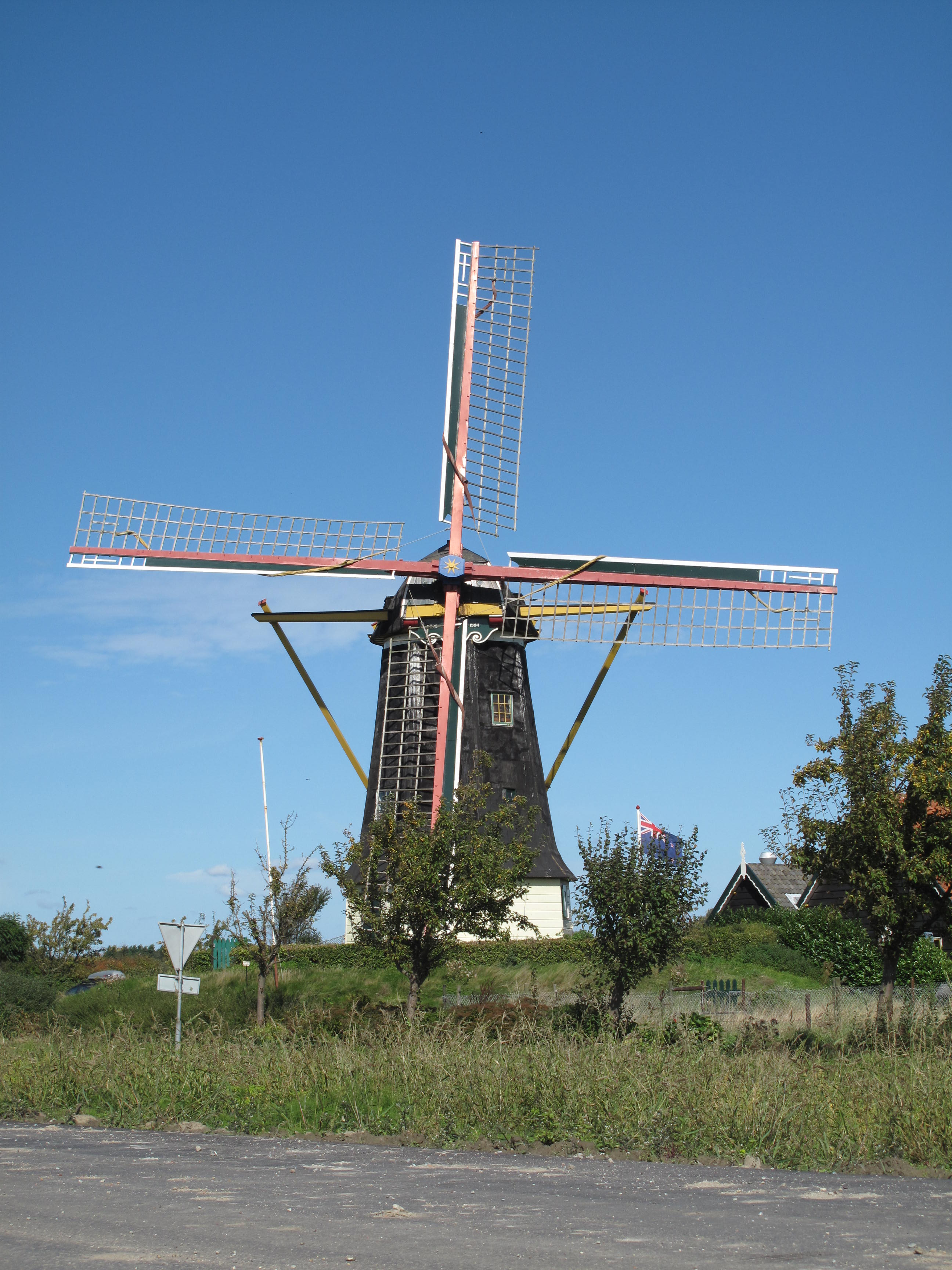
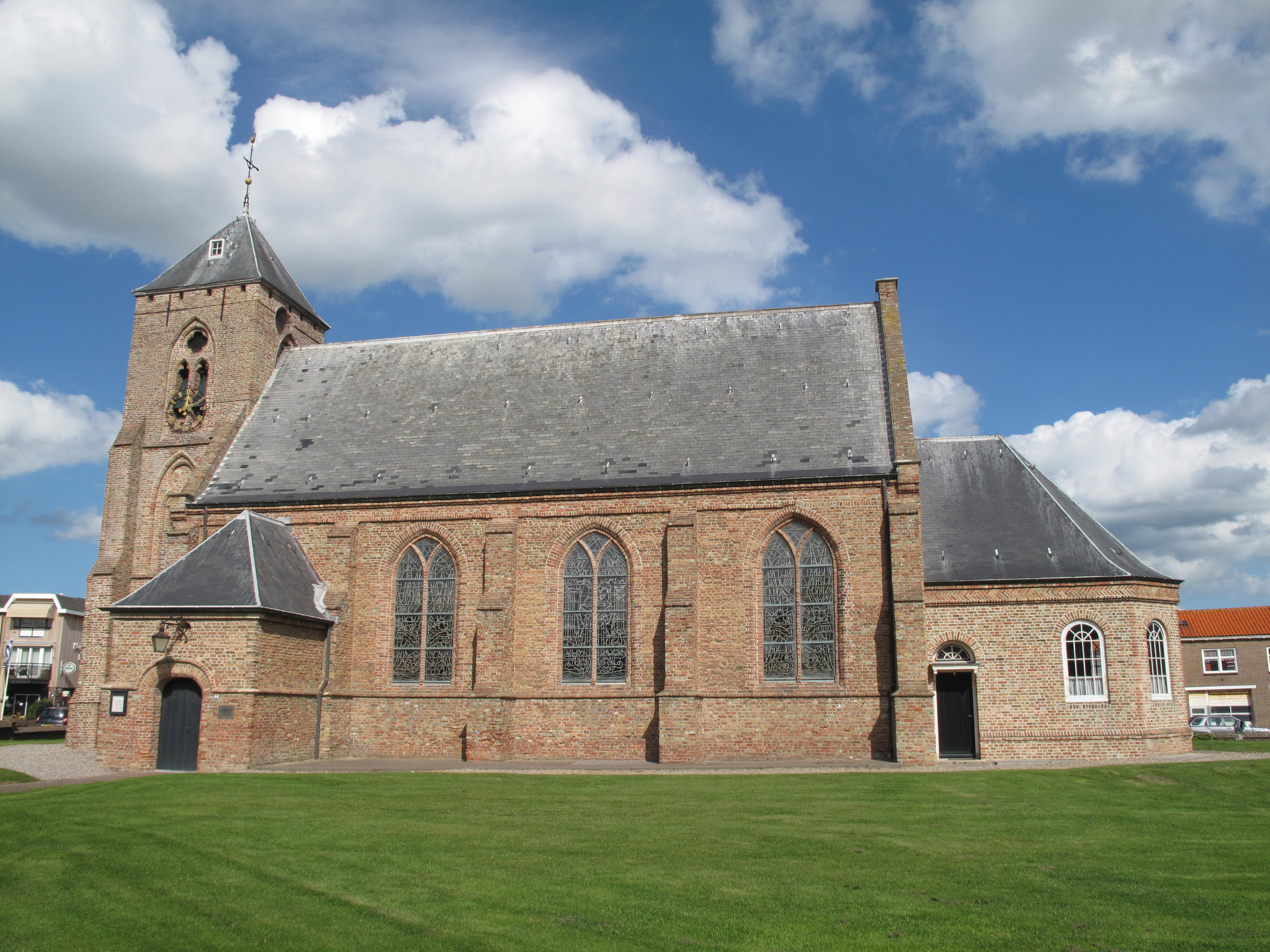